# Una serata di stelle per il Bambino Gesù
Una serata di stelle per il Bambino Gesù è un evento di beneficenza, dedicato alla celebrazione dei 150 anni dell'Ospedale pediatrico Bambino Gesù, condotto da Amadeus, trasmesso in prima serata su Rai 1 il 20 novembre 2019.

## Descrizione
In diretta dall'Aula Paolo VI della Città del Vaticano, l'evento coinvolge la comunità dell'Ospedale Bambin Gesù insieme ad importanti personaggi dello spettacolo, della musica e dello sport, legati affettivamente alla comunità dell'ospedale.
I proventi della serata sono devoluti all'istituto dei tumori e dei trapianti dell'Ospedale pediatrico Bambino Gesù per contribuire al finanziamento della ricerca contro i tumori e supportare l'attività trapiantologica e l'accoglienza delle famiglie.

## Ospiti
- Francesco Renga
- Alessandra Amoroso
- Mahmood
- Fabio Rovazzi
- J-Ax
- Benji & Fede
- Elodie
- The Kolors
- Irama
- Noemi
- Giovanni Allevi
- Renzo Arbore
- Giovanni Caccamo
- Roberto Mancini
- Alessandro Florenzi
- Ciro Immobile
- Javier Zanetti
- Francesco Acerbi
- Aldo Montano
- Pippo Baudo
- Tosca D'Aquino
- Rita dalla Chiesa
- Andrea Delogu
- Tiziana Rivale
- Massimo Ghini
- Ficarra e Picone

Partecipano in platea, invece, il presidente del Consiglio dei ministri Giuseppe Conte ed il dirigente sportivo Morgan De Sanctis.